# Tettenborn
Tettenborn ist ein Ortsteil der Stadt Bad Sachsa im Landkreis Göttingen in Niedersachsen.

## Lage
Tettenborn liegt südlich der Kernstadt Bad Sachsa. Durch den Ortsteil Tettenborn-Kolonie führt die Bahnstrecke Northeim–Nordhausen, hier stiegen früher die Gäste für Bad Sachsa aus, bevor Sachsa dann einen eigenen Bahnhof auf dem Territorium der Landgemeinde Neuhof erhielt.

## Geschichte
Um 800 n. Chr. wurde die Ortschaft gegründet. Ein Fürst Dedo oder Tete soll ein Vorwerk an einem geweihten Born gegründet haben so berichtet es die Sage. Bartoldus deLiebenroth, der als Stammvater der Familie von Tettenborn gilt (gelebt um das Jahr 1236) erhält Tettenborn als Lehen und nimmt fortan den Namen Tettenborn an. Sein Enkel Mango, Träger des Ordens vom Goldenen Vlies, 1326 gestorben, er soll im Kloster Walkenried begraben liegen. Diesem Kloster schenkten dessen Brüder Heino und Cuno etliche Güter, auf dass die Ordens-Brüder wöchentlich eine Seelen-Messe halten, „für alle Anverwandten, die von Adam her verstorben und künftig noch versterben werden“ (Zitat aus dem Genealogisch-Historischen Adels-Lexicon des Heiligen Römischen Reiches vom 1719). Die Familie hatte ihre eigene Kapelle auf dem Klostergelände, die sogenannte Julianen- oder Tettenborn'sche Kapelle.
Tettenborn und Bad Sachsa gehörten nach dem Wiener Kongress zwischen 1816 und 1945 zum Landkreis Grafschaft Hohenstein und somit zur preußischen Provinz Sachsen.
Nach dem Zweiten Weltkrieg kam Tettenborn gemeinsam mit der Stadt Bad Sachsa wie alle anderen Orte der restlichen preußischen Provinz Sachsen ab 1. Juli 1945 in die sowjetische Besatzungszone, wurden aber nach wenigen Tagen von den Briten am 23. Juli 1945 gegen den östlichen Teil des braunschweigischen Landkreis Blankenburg eingetauscht, welcher an die Sowjets ging. Ab dem 1. September 1845 wurde Tettenborn auch offiziell in den Landkreis Osterode am Harz eingegliedert (Siehe Gebietstausch 1945 im Harz).
Tettenborn war bis zur Eingemeindung in die Stadt Bad Sachsa am 1. Juli 1972 eine eigenständige Gemeinde. Die Ortschaft hat zurzeit ca. 600 Einwohner, wovon 450 im eigentlichen Ort wohnen, die restlichen 150 in Tettenborn-Kolonie.

## Tettenborn-Kolonie
Nach dem Bau der Eisenbahnlinie Northeim-Nordhausen 1868/69 baute der ehemalige Ortsvorsteher von Tettenborn und Schachtmeister Friedrich Mohrich oberhalb der Bahn an der Chaussee nach Sachsa ein Gasthaus für die Kurgäste aus Sachsa, welche am einzigen preußischen Bahn-Haltepunkt aussteigen konnten, um nach Sachsa zu gelangen. Ab dem Jahr 1903 siedelte sich die in Benneckenstein ansässige Harzer Holzwarenfabrik in unmittelbarer Nähe des Bahnhofs an. Die Harzer Holzwarenfabrik Gebr. Lohoff stieg zur weltweit größten Wäscheklammerfabrik auf. Es wurden bis zu 400 Mitarbeiter aus den umliegenden Ortschaften angestellt. Seit der Gründung der Firma in Tettenborn wohnten die beiden Inhabenfamilien in der Nähe des Schmelzteiches in der Nachbarstadt Bad Sachsa. Ihre Villen standen auf dem Brand in der Bismarck- und Blücherstraße.
Mitte der 1930er-Jahre wurde der Ortsteil von Tettenborn von Tettenborn-Bahnhof in Tettenborn-Kolonie umbenannt.

## Grenzlandmuseum

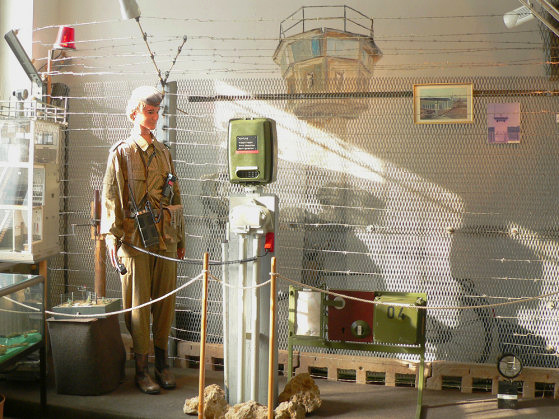
Grenzlandmuseum Tettenborn

In Tettenborn bestand seit dem 12. November 1992 im Dorfgemeinschaftshaus ein Grenzlandmuseum. Es lag nur wenige hundert Meter von der ehemaligen innerdeutschen Grenze entfernt.
Eröffnet wurde das Museum genau drei Jahre nach der provisorischen Grenzöffnung an der dortigen B 243 in Nüxei. Es zeigte die Entwicklung der Sperranlagen der DDR im Südharz von 1945 bis 1990. Das Museum präsentierte eine Vielzahl originaler Ausstattungsstücke der DDR-Grenztruppen und dokumentierte spektakuläre Grenzdurchbrüche, aber auch das Leben im Grenzgebiet. Im Museum war die Führungsstelle eines 4 × 4 m großen Beobachtungsturms aufgebaut.
Der ehemalige Museumsleiter war ehrenamtlich für die Bundesrepublik im Grenzinformationsdienst an der Zonengrenze tätig sowie der ehemalige Ausstellungsleiter der als Stabsoberfähnrich der Grenztruppe der DDR (NVA) im selben Grenzabschnitt eingesetzt war.
Das Grenzlandmuseum ist 2016 nach Bad Sachsa gezogen.

## Politik

### Ortsrat
Der Ortsrat setzt sich aus fünf Ratsfrauen und Ratsherren zusammen (Veränderungen zu 2016).
- FDP: 2 Sitze (+2)
- SPD: 1 Sitz (±0)
- Wählergruppe AKTIV: 1 Sitz (±0)
- CDU: 1 Sitz (−2)

(Stand: Kommunalwahl am 11. September 2021)

### Wappen
Das Wappen wurde 1983 in einer Bürgerversammlung vom Ortsrat angenommen.
Blasonierung: „In Blau ein silberner Wellenpfahl mit einer schwarzen Wolfsangel.“
Die blaue Farbe und der Wellenpfahl sollen auf die Endung „-born“ im Namen des Ortsteils hinweisen und stehen für Quelle und fließendes Wasser. In einer Urkunde des Klosters Walkenried wird im Jahre 1237 Tettenborn mit einem Rittergeschlecht gleichen Namens genannt. Diese Adelsfamilie wohnte noch Anfang des 19. Jahrhunderts im Ort. Das Wappen derer von Tettenborn zeigt in Silber eine schwarze Wolfsangel.
Das Wappen wurde vom Walkenrieder Karl Helbing gestaltet.

## Kultur und Sehenswürdigkeiten

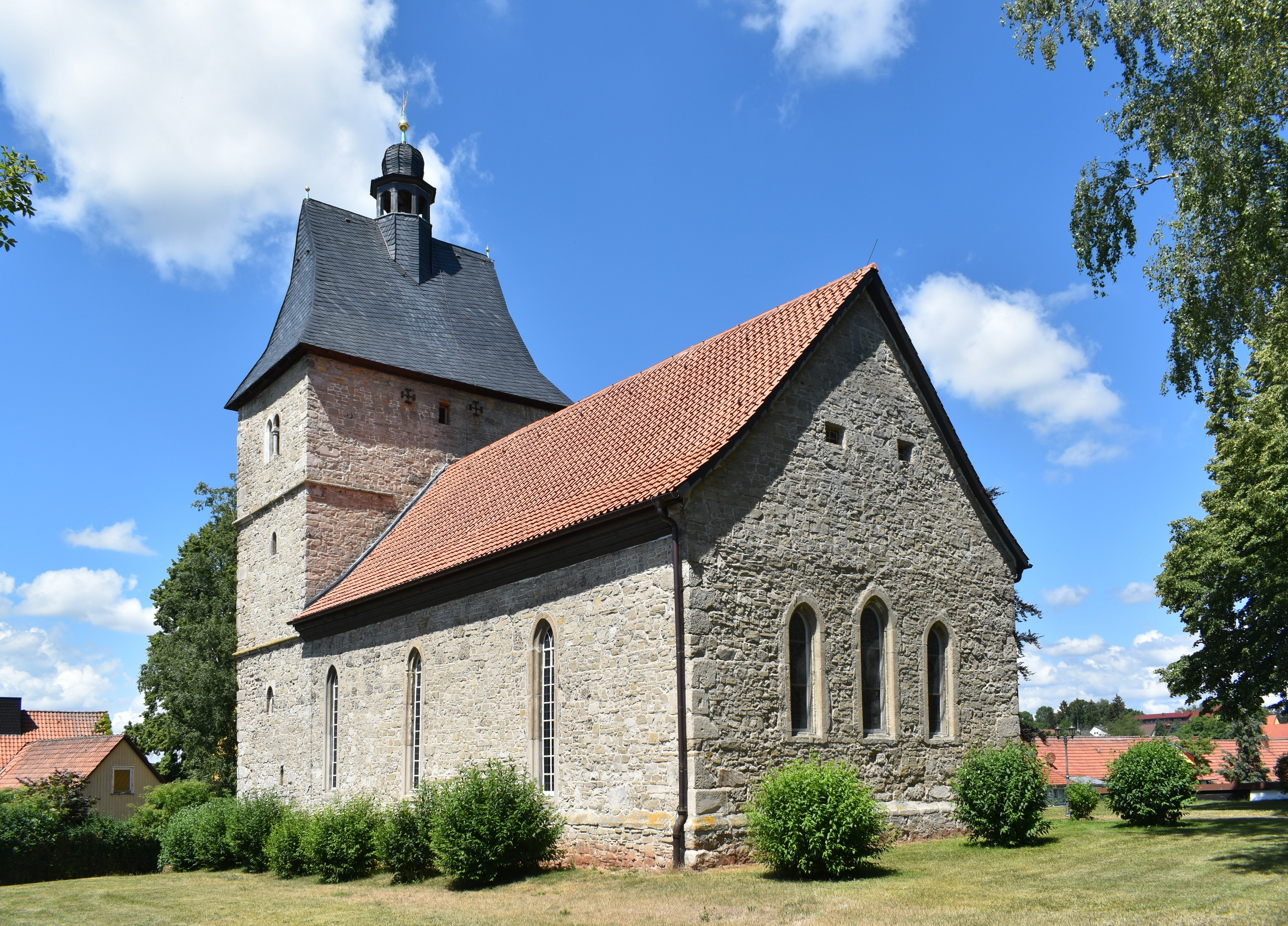
Ev. Kirche St. Andreas

Ende des 13. Jahrhunderts wurde an gleicher Stelle eines Vorgängerbaus die heutige St.-Andreas-Kirche errichtet.
Die hiesige Kirchengemeinde in Tettenborn wird in Personalunion mit der in Wieda geführt und gehört zur Propstei Bad Harzburg der Evangelisch-lutherischen Landeskirche in Braunschweig.

## Söhne und Töchter des Ortes
- Johann Friedrich Kleemann (1729–1788), braunschweig-wolfenbüttelscher Oberamtmann
- Carl Friedrich Freiherr von Tettenborn (1778–1845), Nebenlinie aus dem Familiengut Steinsee, russisch-kaiserlicher Generalleutnant aus den Befreiungskriegen 1813/14
- Otto Bitthorn (1880–1953), Generalleutnant